# Sexualidade infantil
O desenvolvimento da sexualidade é parte integrante do desenvolvimento e maturação das crianças. Uma gama de atividades sexuais sensacionais, emocionais e consequentes que podem ocorrer antes ou durante o início da puberdade, mas antes que a maturidade sexual plena seja estabelecida. O desenvolvimento da sexualidade infantil e a percepção da sexualidade infantil pelos adultos são influenciados por aspectos sociais e culturais. O conceito de sexualidade infantil também desempenhou um papel importante na psicanálise clássica.

## História da pesquisa

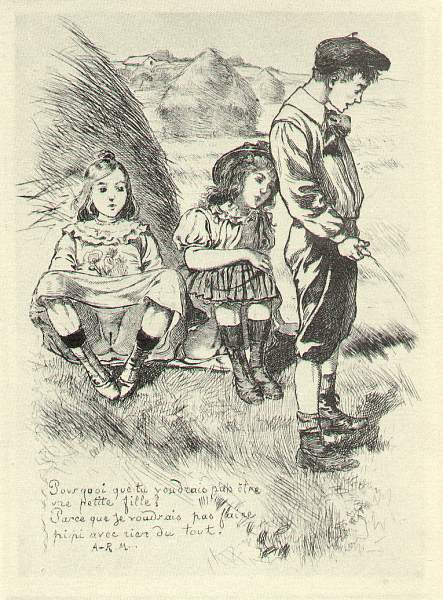
Desenho de Martin Van Maele, 1905

### Freud
Até Sigmund Freud publicar seus Três Ensaios sobre a Teoria da Sexualidade em 1905, as crianças eram frequentemente consideradas assexuais, não tendo sexualidade até um desenvolvimento posterior. Freud foi um dos primeiros pesquisadores a estudar seriamente a sexualidade infantil. Embora suas ideias, como o desenvolvimento psico-sexual e o complexo de Édipo, tenham sido rejeitadas, reconhecer a existência da sexualidade infantil foi uma mudança significativa.  As crianças são naturalmente curiosas sobre seus corpos e funções sexuais   - eles se perguntam de onde vêm os bebês, percebem diferenças anatômicas entre homens e mulheres e muitos se envolvem em brincadeiras genitais ou masturbação . As brincadeiras sexuais infantis incluem exibir ou inspecionar os órgãos genitais. Muitas crianças participam de alguma brincadeira sexual, geralmente com irmãos ou amigos. Brincadeiras sexuais com outras pessoas geralmente diminuem à medida que as crianças passam pelos anos do ensino fundamental, embora ainda possam ter interesse romântico pelos colegas. Os níveis de curiosidade permanecem altos durante esses anos, aumentando na puberdade (aproximadamente na adolescência), quando ocorre o principal aumento do interesse sexual.

### Kinsey
Alfred Kinsey nos Relatórios Kinsey (1948 e 1953) incluiu pesquisas sobre a resposta sexual física de crianças, incluindo crianças pré-púberes (embora o foco principal dos relatórios fossem adultos). Embora inicialmente houvesse preocupações de que alguns dos dados em seus relatórios não poderiam ter sido obtidos sem a observação ou participação em abuso sexual infantil, os dados foram revelados muito mais tarde na década de 1990 como tendo sido coletados do diário de um único pedófilo que molestava crianças desde 1917. Isso efetivamente tornou o conjunto de dados quase sem valor, não apenas porque dependia inteiramente de uma única fonte, mas os dados eram boatos relatados por um observador altamente não confiável . Em 2000, o pesquisador sueco Ing-Beth Larsson observou: "É bastante comum que as referências ainda citem Alfred Kinsey", devido à escassez de estudos subsequentes em grande escala sobre o comportamento sexual infantil.

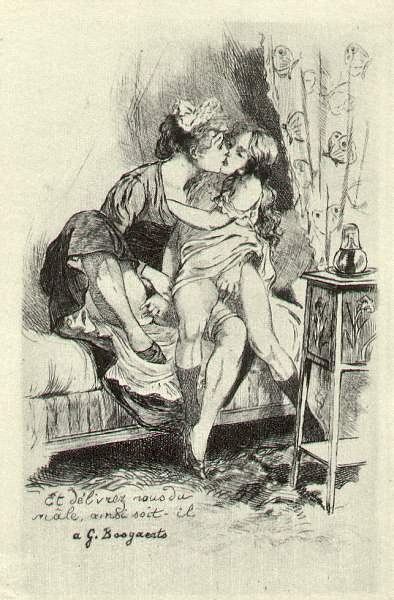
Desenho de Martin Van Maele, 1905

## Desenvolvimento sexual

### Antes da puberdade
A National Child Traumatic Stress Network publicou um relatório em 2009 sobre o desenvolvimento sexual infantil nos Estados Unidos. O relatório afirmou que as crianças têm uma curiosidade natural sobre seu próprio corpo e o corpo de outras pessoas, que deve ser tratada de maneira apropriada para a idade. De acordo com o relatório:
- Crianças menores de quatro anos normalmente tocam suas próprias partes íntimas, olham para as partes íntimas de outras pessoas e tiram suas roupas querendo ficar nuas;
- Entre quatro e seis anos, as crianças são mais ativamente curiosas. Eles tentarão ver outras pessoas se vestindo ou se despindo, ou talvez " brinquem de médico "; e
- Entre os seis e os doze anos, as crianças vão expandir a sua curiosidade para imagens de pessoas nuas disponíveis na mídia. Eles desenvolverão uma necessidade de privacidade em relação a seus próprios corpos e começarão a se sentir sexualmente atraídos por seus pares.

O relatório recomendou que os pais aprendam o que é normal em relação à nudez e sexualidade em cada estágio do desenvolvimento de uma criança e se abstenham de reagir exageradamente aos comportamentos relacionados à nudez de seus filhos, a menos que haja sinais de um problema (por exemplo, ansiedade, agressão ou interações sexuais entre crianças que não são da mesma idade ou estágio de desenvolvimento).
As crianças podem descobrir o prazer da estimulação genital naturalmente desde cedo. Os meninos costumam deitar-se de bruços e as meninas podem sentar e se balançar. A estimulação manual ocorre na época da adolescência e a masturbação mútua ou outra experimentação sexual entre adolescentes de idades semelhantes também pode ocorrer, embora a coerção cultural ou religiosa possa inibir ou ocultar tal atividade se houver pressão negativa dos colegas ou se figuras de autoridade provavelmente desaprovarão.
Dos três aos sete anos, os seguintes comportamentos são normais entre as crianças:
- As crianças estão curiosas para saber de onde vêm os bebês.[8]
- As crianças podem explorar os corpos de outras crianças e adultos por curiosidade.
- Aos quatro anos, as crianças podem demonstrar apego significativo ao pai do sexo oposto.
- As crianças começam a ter um senso de modéstia aprendida e das diferenças entre os comportamentos privado e público.
- Para algumas crianças, o toque genital aumenta, especialmente quando estão cansadas ou perturbadas.

A idade escolar inicial abrange aproximadamente as idades de cinco a sete anos, e a masturbação é comum nessas idades. As crianças se tornam mais conscientes das diferenças de gênero e tendem a escolher amigos do mesmo sexo e companheiros de brincadeira, até depreciar o sexo oposto. Os filhos podem abandonar seu apego íntimo aos pais do sexo oposto e tornar-se mais apegados aos pais do mesmo sexo.
Durante esse período, as crianças, especialmente as meninas, mostram uma maior consciência das normas sociais relacionadas a sexo, nudez e privacidade. As crianças podem usar termos sexuais para testar a reação dos adultos. O "humor do banheiro" (piadas e conversas relacionadas às funções excretórias), presente nos estágios anteriores, continua.
A "meia-infância" abrange as idades de cerca de seis a onze anos, dependendo da metodologia e do comportamento estudado, o desenvolvimento individual varia consideravelmente.
À medida que esse estágio avança, as escolhas das crianças ao escolherem amigos do mesmo sexo se tornam mais marcantes e se estendem ao descrédito do sexo oposto.
Por volta dos 8 ou 9 anos, as crianças percebem que a excitação sexual é um tipo específico de sensação erótica e buscarão essas experiências prazerosas por meio de várias visões, toques pessoais e fantasias.
Embora existam variações entre crianças, as crianças geralmente são curiosas sobre seus corpos e os de outras pessoas, e exploram seus corpos por meio de brincadeiras sexuais exploratórias . " Brincar de médico " é um exemplo dessa exploração infantil; tais jogos são geralmente considerados normais em crianças pequenas. A sexualidade infantil é considerada fundamentalmente diferente do comportamento sexual adulto, que é mais voltado para objetivos. Entre as crianças, a penetração genital e o contato oral-genital são muito incomuns, e podem ser percebidos como imitações do comportamento adulto. Esses comportamentos são mais comuns entre crianças que foram abusadas sexualmente.
Um estudo de 1997 baseado em variáveis limitadas não encontrou correlação entre brincadeiras sexuais entre pares na primeira infância (6 anos ou menos) e ajuste posterior. O estudo observa que seus resultados não demonstram conclusivamente que não existe tal correlação. O estudo também não aborda a questão das consequências de experiências sexuais intensas ou experiências agressivas ou indesejadas.

## Questões contemporâneas
Na última parte do século 20, a liberação sexual provavelmente surgiu no contexto de uma explosão cultural massiva nos Estados Unidos da América após a convulsão da Segunda Guerra Mundial, e a vasta quantidade de mídia audiovisual distribuída mundialmente pelos novos aparelhos eletrônicos e tecnologia da informação. As crianças podem obter acesso e serem influenciadas pelo material, apesar da censura e do software de controle de conteúdo .

### Educação sexual
A extensão da educação sexual nas escolas públicas varia amplamente em todo o mundo e em países como os Estados Unidos, onde o conteúdo do curso é determinado por distritos escolares individuais.
Uma série de vídeos de educação sexual da Noruega, destinados a crianças de 8 a 12 anos, inclui informações explícitas e imagens de reprodução, anatomia e as mudanças que são normais com a aproximação da puberdade. Em vez de diagramas ou fotos, os vídeos são filmados em um vestiário com pessoas nuas de todas as idades. O apresentador, um médico, fica à vontade para examinar atentamente e tocar em partes relevantes do corpo, incluindo os órgãos genitais. Embora os vídeos indiquem que a idade de consentimento na Noruega é de 16 anos, a abstinência não é enfatizada. Em 2015, no entanto, 37 estados dos EUA exigiam que os currículos de educação sexual incluíssem aulas sobre abstinência e 25 exigiam que uma abordagem “apenas diga não” fosse enfatizada. Estudos mostram que a educação sexual precoce e completa não aumenta a probabilidade de se tornar sexualmente ativo, mas leva a melhores resultados de saúde em geral.

### Sexualização de crianças
Alguns críticos culturais no mundo ocidental postularam que, nas últimas décadas, as crianças foram sujeitas a uma sexualização prematura, conforme indicado por um nível de conhecimento sexual ou comportamento sexual impróprio para sua faixa etária. As causas dessa sexualização prematura que foram citadas incluem retratos na mídia de sexo e questões relacionadas, especialmente na mídia voltada para crianças; a comercialização de produtos com conotação sexual para crianças, incluindo roupas; a falta de supervisão e disciplina dos pais; acesso à cultura adulta via internet ; e a falta de programas abrangentes de educação sexual nas escolas . Para meninas e mulheres jovens em particular, estudos descobriram que a sexualização tem um impacto negativo em sua " autoimagem e desenvolvimento saudável".

### Abuso sexual
O abuso sexual infantil é definido como um adulto ou adolescente mais velho que mantém uma relação sexual com uma criança. Os efeitos do abuso sexual infantil incluem depressão clínica, transtorno de estresse pós-traumático, ansiedade, propensão a mais vitimização na idade adulta e lesão física na criança, entre outros problemas.
O abuso sexual de crianças por um membro da família é uma forma de incesto e pode resultar em traumas psicológicos mais graves e de longo prazo, especialmente no caso de incesto parental.
Crianças que foram vítimas de abuso sexual infantil às vezes exibem comportamento excessivamente sexualizado, que pode ser definido como um comportamento expresso que não é normativo para a cultura. Os comportamentos sintomáticos típicos podem incluir masturbação excessiva ou pública e coagir, manipular ou enganar outras crianças para atividades sexuais não consensuais ou indesejadas, também conhecido como " abuso sexual infantil ". O comportamento sexualizado é considerado a melhor indicação de que uma criança foi abusada sexualmente.
Crianças que apresentam comportamento sexualizado também podem ter outros problemas comportamentais. Outros sintomas de abuso sexual infantil podem incluir manifestações de estresse pós-traumático em crianças menores; medo, agressão e pesadelos em crianças em idade escolar; e depressão em crianças mais velhas.

#### Entre irmãos
Em 1980, uma pesquisa com 796 estudantes de graduação, 15% das mulheres e 10% dos homens relatou alguma forma de experiência sexual envolvendo um irmão; a maioria delas ficou aquém da relação sexual real. Aproximadamente um quarto dessas experiências foram descritas como abusivas ou exploradoras. Um artigo de 1989 relatou os resultados de um questionário com respostas de 526 estudantes universitários em que 17 por cento dos entrevistados afirmaram que tiveram experiências sexuais pré-adolescentes com um irmão.

## Questões metodológicas
O conhecimento empírico sobre o comportamento sexual infantil geralmente não é obtido por meio de entrevistas diretas com crianças, em parte devido a considerações éticas. As informações sobre o comportamento sexual infantil são coletadas pelos seguintes métodos:
- Observar crianças sendo tratadas por comportamento problemático, como uso de força em brincadeiras sexuais,[36] frequentemente usando bonecos anatomicamente corretos ;[37]
- Lembranças de adultos;[38]
- Observação por cuidadores.[39]

A maior parte do material publicado de pesquisa sexual emana do mundo ocidental, e uma grande quantidade de material audiovisual dramático que pode influenciar as atitudes sociais em relação à sexualidade infantil é gerada nos Estados Unidos da América ou para esse público. "Normativo" pode, portanto, se relacionar com a cultura ocidental em vez da complexidade geral da experiência humana.